# チキンサンドイッチ

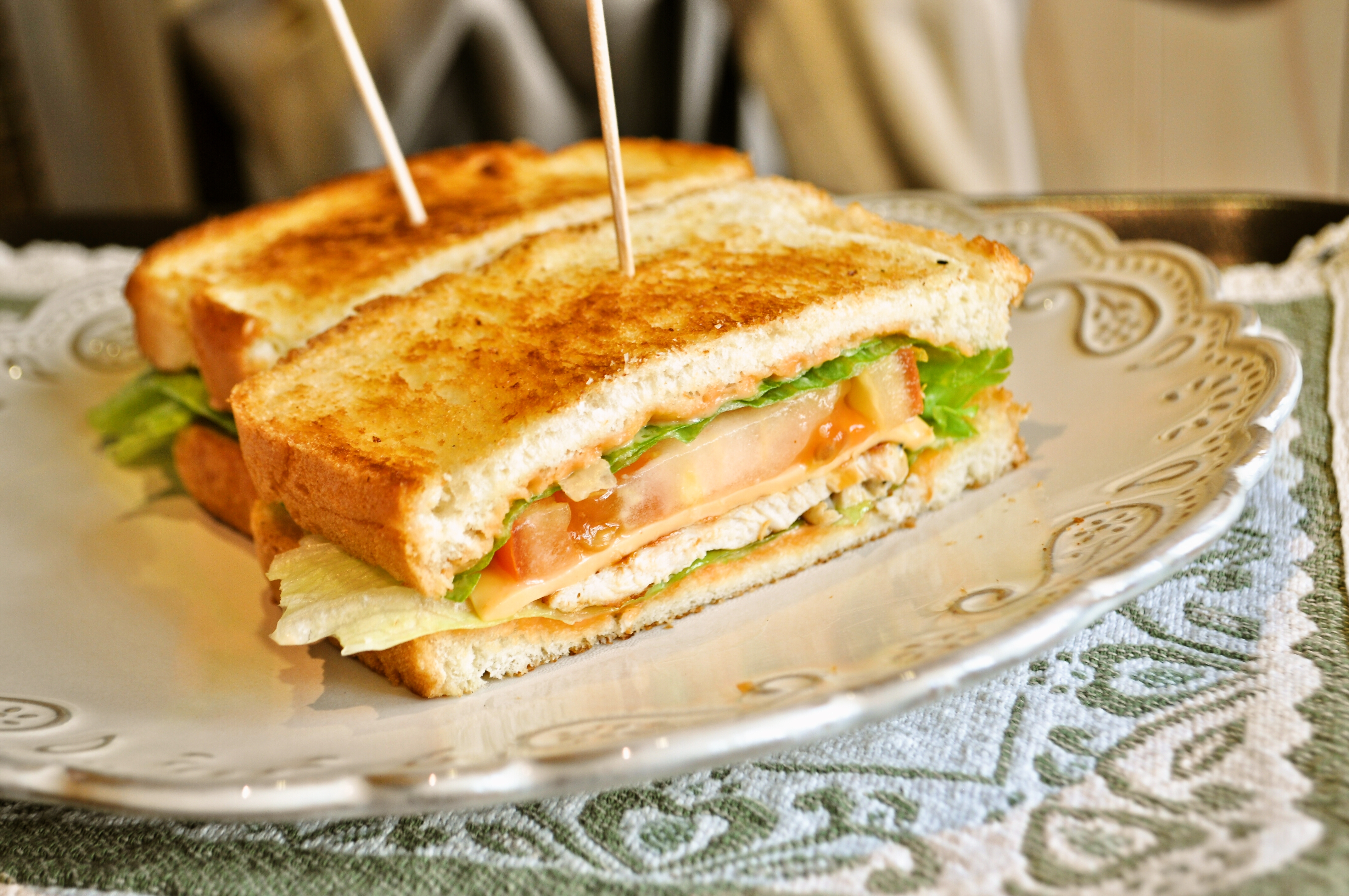
鶏胸肉のサンドイッチ

チキンサンドイッチ(Chicken sandwich)は、通常骨と皮を除いた鶏の胸肉やもも肉をスライスしたパンで挟んだサンドイッチである。チキンサラダを挟んだチキンサラダサンドイッチもある。

## 組成
アメリカ合衆国では、チキンフィレまたはパティ、トッピングとパンを用いて作る。鶏肉は、揚げたり、グリル、ローストにしたり、茹でて用いる。熱いままの場合も冷まして用いることもある。チキンサラダ等のほぐした肉やランチョンミートを用いることもある。トルティーヤ等のフラットブレッドで具材を巻いて、ラップにしたり、パンの上に熱い鶏肉とグレイビーソースを載せてオープンサンドイッチにすることもある。

## 人気
アメリカ合衆国におけるフライドチキンサンドイッチのシェア争いは、ファストカジュアルレストラン業界に影響を与えている。この競争は、フライドチキンサンドイッチの国全体への普及と関係している。2024年時点で、ハンバーガーをメニューに入れているレストランが41%だったのに対し、47%のレストランがフライドチキンサンドイッチをメニューに入れていた。ハンバーガーは依然として全国的な人気があるが、フライドチキンサンドイッチをメニューに入れるレストランが増えていることは、消費者の需要の高まりを示している。

## 地域によるバリエーション

### アイルランド
アイルランドで人気のあるチキンフィレロールは、バゲットにチキンフィレのカツとマヨネーズ、バターを挟んだものである。

### カナダ

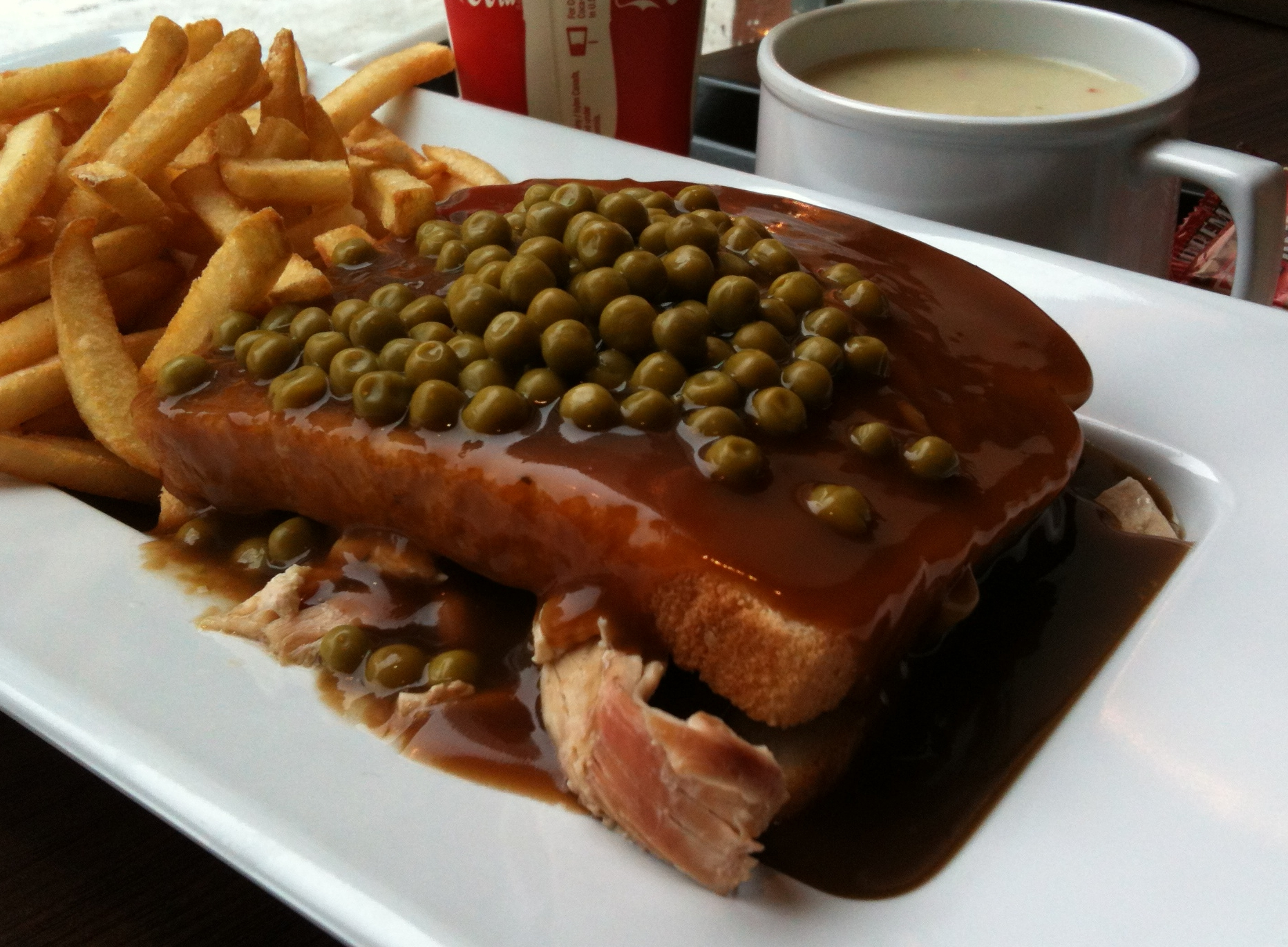
ケベック州のホットチキン

ホットチキンサンドイッチまたは単にホットチキンは、グレイビーソースをかけたチキンサンドイッチである。グリーンピースが添えられることもある。ケベック州で特に人気があり、しばしばこの州の定番料理と考えられている。St-Hubert、Valentine等、この州のレストランでは非常に一般的である一方、州外ではあまり見られないため、ケベック人の多くは、これをケベック料理の1つとみなし、ケベック州が発祥であると信じている。鶏肉、グレイビーソース、グリーンピースの組合せは、galvaudeという言葉で知られている。
このサンドイッチは、沿海州の小さなダイナーやアメリカ合衆国南東部でも見られる。
1900年代初めには、労働者階級の料理としては一般的なもので、北アメリカ料理の食文化としても確立し、当時の薬剤師の食事メニューにも掲載されていた。容易かつ安価に作れるため、1900年代中盤には、食堂やカフェテリアでも広く提供された。
このスタイルのサンドイッチは、しばしば前回の食事の残り物を使って作られる。鶏肉の代わりにシチメンチョウの肉を使ったり、ローストビーフを用いるとローストビーフ・サンドイッチとなる。

### ラテンアメリカ

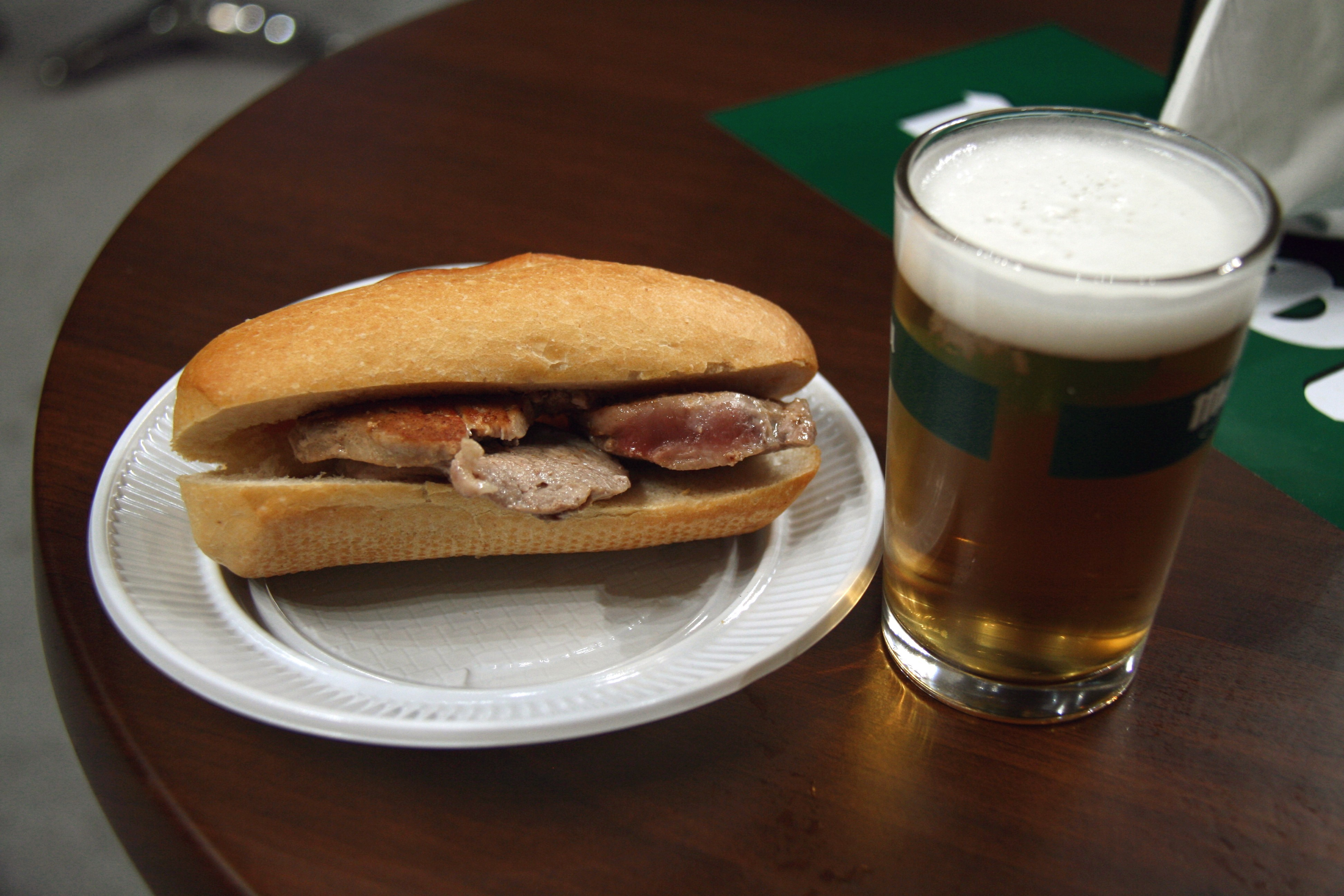
鶏肉のペピート

ペピートは、鶏肉または牛肉とマメまたはフリホレス、ロールパンまたはバンズを材料として用いたサンドイッチである。メキシコやベネズエラでは、一般的なストリートフードである。

### アメリカ合衆国中西部
オハイオ州には、shredded chicken sandwichやhot chicken sandwichと呼ばれる、ほぐした鶏肉のサンドイッチがあり、ほぐした鶏肉、数種の濃縮シロップ、調味料、ソースの濃度を高めるための砕いたクラッカー等を材料とし、ストーブの上かスロークッカーで温めて提供される。残り物の鶏肉を消費する方法として開発され、持ち寄りパーティや駐車場で開催するテールゲートパーティー、教会のディナー等で人気となった。また、小さな町のレストランやドライブイン、バーでも提供された。

## 関連文献
- Fuller, Eva Greene (1909).  The Up-to-date Sandwich Book: 400 Ways to Make a Sandwich. A. C. McClurg & Company. pp. 82–88.
- ウィキメディア・コモンズには、チキンサンドイッチに関するカテゴリがあります。